# Центральная городская библиотека имени В.Г. Короленко (Мариуполь)
Центральная городская библиотека имени В. Г. Короленко (укр. Центральна міська бібліотека імені В.Г. Короленка) — крупнейшая библиотека Мариуполя.

## История
Городская библиотека открылась в январе 1904 года. Однако до этого в городе уже существовала другая библиотека-читальня, открытая в 1898 году.
Открытию библиотеки поспособствовали писатель Александр Серафимович (1863—1949), который жил и работал в городе, и благотворитель Николай Александрович Рубакин. Первоначально библиотеку разместили на Александровской площади (ныне Театральный сквер) в маленьком оборудованном помещении. Первоначальный фонд был скромным и не превышал 10 000 экземпляров. Первоначальное помещение библиотеки до наших дней не сохранилось.

## Во времена СССР
Гражданская война и смена власти никак не улучшили состояние библиотеки. В 1923 году к ее названию добавили «имени В. Г. Короленко». Лишь в 1930-е годы библиотеку переводят в новое и более приспособленное помещение на ул. Первомайской, д. 56 (ныне возвращено историческое название — ул. Георгиевская). Советская власть провела массовую кампанию по ликвидации безграмотности, но ограничила доступ ко многим иностранным изданиям и усилила цензурные ограничения и идеологическую обработку граждан. Цензурные ограничения коснулись даже классиков русской литературы, например, Максима Горького и Льва Толстого. Так, последняя статья Л. Толстого «О социализме» была напечатана лишь один раз в 1936 году в академическом издании и чрезвычайно малым тиражом. Полемические и философские статьи советская цензура вообще не выпускала в печать почти 70 лет.

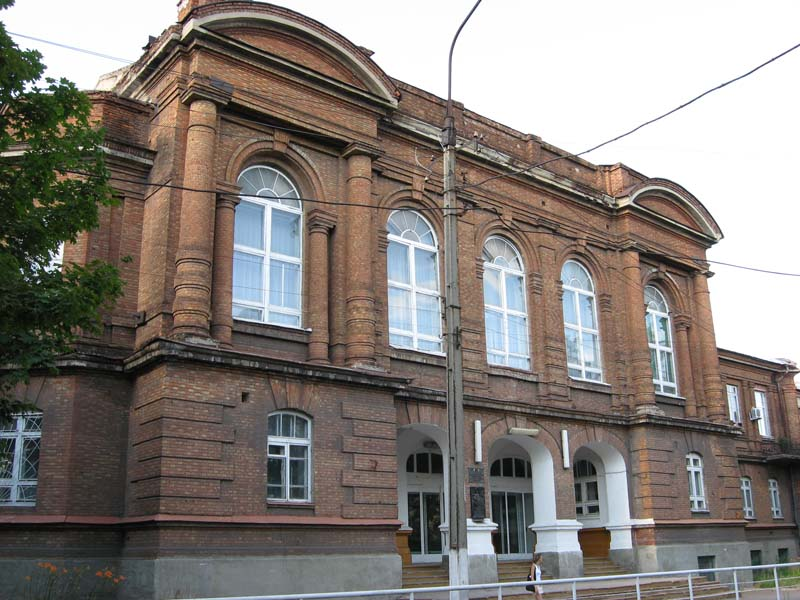
Бывшая Александровская мужская гимназия

Гигантскими тиражами печаталась коммунистическая пропагандистская литература, которая и поступала в советские провинциальные библиотеки. Именно этим можно объяснить увеличение библиотечных фондов городской библиотеки до 100 000 экземпляров.
Наиболее укомплектованной в городе была библиотека бывшей Александровской гимназии, которая имела и собственный небольшой музей. Библиотеку гимназии после ее ликвидации передали в фонды краеведческого музея, что сделало ее практически недоступной для широких слоев.

## Во времена Великой Отечественной войны
В 1941 году Мариуполь на территории, оккупированной немецко-фашистскими захватчиками. Коммунистическую литературу захватчики уничтожили, а в фонды городской библиотеки вернули запрещённые советской властью издания русских писателей.

## Послевоенный период
Во время отступления из города немецкие захватчики подожгли большинство жилых построек исторической части города. Мариуполь пылал и терял застройку. Городская библиотека в очередной раз вынужденно сменила расположение. С декабря 1943 года её адрес — ул. Греческая, 13. Приспособленное помещение плохо отапливалось и зимой на столе библиотекарей замерзали чернила. Тем не менее библиотека работала. Фонд библиотеки состоял из книг, возвращенных краеведческим музеем и частично подаренных жителями города. После пожара в 1959 году библиотеку им. В. Г. Короленко в очередной раз переводят в новое помещение — на проспект Республики (ныне пр. Мира, 45).

## Первое постоянное помещение
Так как город не был областным центром, то во времена СССР горсовету было трудно добиться решения на строительство специализированного помещения библиотеки и найти средства для этого. Во время перестройки и удлинения центральной магистрали Мариуполя на запад в 1970-е гг. за главпочтамтом было выстроено несколько двухэтажных помещений различного назначения, одно из которых и отдали под постоянный корпус городской библиотеки. В официальных документах оно до последнего числилось по другому назначению.
Так с мая 1979 года городская библиотека наконец получила постоянное помещение и открыла свои двери по адресу пр. Мира, 93-б, где расположен ее центральный корпус.
В конце 2019 года произошла трансформация центральной библиотеки им. В. Г. Короленко. Библиотека разделилась на 2 корпуса по разным адресам. В обновленном отремонтированном здании разместилась первая в Донецкой области Цифровая библиотека с одноименным названием (пр. Мира 93-б) и традиционная (книжный фонд) библиотека в старинном здании по ул. Греческая, 43.

## Филиалы библиотеки и реорганизации
С 1970-х гг. начался этап реорганизаций библиотек. С введением централизованного библиотечного обслуживания (с 1976 года) начался новый этап развития городской библиотеки им. В. Г. Короленко. Так, были увеличены средства на приобретение литературы и оборудования, увеличили штат сотрудников до 9 человек. Поступил приказ о создании новых отделов: комплектования и обработки литературы, методико-библиографический, патентно-технической литературы и т. п.
Библиотека получила 12 филиалов. Штат библиотеки увеличился до 30 человек.
Экономический и политический кризис советской власти обернулся в 1989 году значительным урезанием государственных средств на содержание библиотек и разрушение налаженной системы централизованного комплектования фондов. Библиотека имени В. Г. Короленко была вынуждена (как и десятки других) искать внебюджетные источники финансирования. Поэтому была проведена работа по привлечению благотворительной помощи в поддержку библиотеки от жителей города, общественных организаций, представителей местной власти. После развала СССР в 1991 году, Мариуполь оказался в новом государстве и в капиталистической формации. Библиотека вынужденно обратилась за поддержкой к благотворителям и бизнес-структурам.

## Городской литературный музей
В 1996 году руководители библиотечного учреждения смогли основать городской литературный музей. Провинциальному Мариуполю мало повезло быть изображенным в литературе 19 века. Один из самых первых публицистических очерков о Мариуполе — произведение Г. Титова «Письма из Екатеринослава», 1849 год.
О развитии промышленности в городе упоминал и писатель Александр Серафимович, который недолго жил в городе (Очерк «Никополь», 1897 год — о Мариупольском металлургическом заводе «Никополь-Провиданс»). Но сам город тогда еще мало чем мог привлечь писателя.
О Мариуполе вспомнали советские писатели И. Ильф и Е. Петров. Книга «Золотой теленок», напечатанная в 1928 году, рассказывающая о бабушке одного из авантюрных сыновей лейтенанта Шмидта, которая жила в провинциальном Мариуполе.
В 20 в. город усилиями коммунистического правительства превратили в крупный промышленный центр и выжали из окрестных сел дешевую рабочую силу. Город был показан в тысячах газетных отчетов и статей, и позже появился в очерках и стихах местных писателей и поэтов. В конце 20 века наконец пришло время осмысления истории города и драматических событий его истории местными авторами (Аркадий Проценко «Улицами старого Мариуполя», Сергей Буров «Мариуполь. Былое», Лев Яруцкий "Мариупольские храмы " и «Мариупольская старина», обе — 1991 год).
К сожалению, большинство экспонатов музея — лишь книги, подаренные авторами или читателями. При содействии библиотеки в музее проводят презентации новых книг, творческие вечера, дни краеведения, вечера памяти мариупольских литераторов, тематические экскурсии. Литературный музей требует внимания и помощи благотворителей для приобретения копий картин, графических произведений, скульптур малых форм для оборудования экспозиций.

## Канадско-украинский библиотечный центр
Канадско-украинский библиотечный центр был открыт в мае 2002 года при содействии канадского благотворительного «Общества друзей Украины». Базой выбрана городская библиотека имени В. Г. Короленко. Он был одиннадцатый по счету среди образованных на восточных территориях Украины. Книжный фонд канадско-украинского библиотечного центра составляют неподцензурные издания досоветского периода и издания, напечатанные за пределами СССР. Прежде всего это экономические, филологические, исторические и искусствоведческие издания. В структуре библиотеки они не преобладают, а добавляют знания о процессах, происходивших в украинской диаспоре Канады и в мире в течение 20 века.

## Библиотека имени В. Г. Короленко в информационную эпоху
Новые технические реалии пришли в библиотеку в 2000 году, когда был создан отдел электронной информации и организована автоматизация библиотечных процессов. А в 2001 году был открыт Интернет-центр. Освоение новых информационных технологий, Интернета, создание собственного сайта городской библиотеки, локальной сети предоставили возможность библиотеке не только автоматизировать ряд библиотечных процессов, создать собственные электронные документы, но и расширить количество информационных услуг, приблизить пользователей к фондам.
Для жителей Мариуполя работают два электронных зала. Первый по адресу пр. Мира, 93-б, где можно воспользоваться электронными книгами, ноутбуками и планшетами. Вторая по ул. Греческой, 43.
Библиотека — одно из немногих мест в Мариуполе, где пользователи могут получить разнообразные услуги и помощь во многих вопросах бесплатно. На базе библиотеки по ул. Греческой, 43 сотрудники интернет-центра продолжают обучение пользователей инструментам электронного управления: получение справок о доходах, регистрация на медицинском портале и запись к врачу, регистрация в личных кабинетах коммунальных служб и оплата коммунальных услуг, онлайн-обращение в пенсионный фонд и многое другое.